# 4299 WIYN
4299 WIYN — астероїд головного поясу, відкритий 28 серпня 1952 року.
Тіссеранів параметр щодо Юпітера — 3,608.
Названо на честь консорціуму WIYN в складі Вісконсинського університету в Медісоні (University of Wisconsin–Madison), Індіанського університету в Блумінгтоні (англ. Indiana University Bloomington), Єльського університету (англ. Yale University) та Національної Оптичної Астрономічної обсерваторії США (англ. National Optical Astronomy Observatory).